# Ace Bhatti
Ahsen "Ace" Rafiq Bhatti  (Nottingham, Reino Unido, 1 de julio de 1970) es un actor británico.

## Carrera
Ha aparecido en numerosas series de televisión, incluyendo New Street Law, The Bill, The Sarah Jane Adventures, Casualty y EastEnders.
Bhatti comenzó a actuar desde la edad de catorce años en la serie Dramarama, sin embargo, no sería hasta los años noventa cuando su carrera despegaría al aparecer en series como Family Pride, Band of Gold, Holding On, y como el Dr. Rajesh Rajah in Cardiac Arrest, entre otros papeles.

## Filmografía
| Año       | Título                        | Personaje           | Notas                |
| --------- | ----------------------------- | ------------------- | -------------------- |
| 1984      | Dramarama                     | Eddie               | 1 episodio           |
| 1991      | Family Pride                  | Suresh              |                      |
| 1995      | Treasure of the Peacock's Eye | Teniente            | Película para TV     |
| 1994–95   | Cardiac Arrest                | Dr. Rajesh Rajah    | 27 episodios         |
| 1995      | Brothers in Trouble           | Irshad              | 2 episodios          |
| 1995      | Ghostbusters of East Finchley | DI Cunliffe         | 2 episodios          |
| 1995–96   | Band of Gold                  | Dez                 | 4 episodios          |
| 1997–2008 | The Bill                      | Sunil Davdra        | 4 episodios          |
| 1997      | Sixth Happiness               | Cyrus               |                      |
| 1997      | Holding On                    | Zahid               | 8 episodios          |
| 1998      | Verdict                       | Sanjay Mehta Q.C.   | 1 episodio           |
| 1999      | Cleopatra                     | Crítico             |                      |
| 1999      | Grafters                      | Tom                 | 3 episodios          |
| 1999      | Last Christmas                | Doctor              | 1 episodio           |
| 2000      | Peak Practice                 | Especialista        |                      |
| 2000      | Harbour Lights                | Ramesh              | 1 episodio           |
| 2000      | Urban Gothic                  | Jim Takeshi         | 1 episodio           |
| 2000      | Silent Witness                | DCI Ranjeet Naval   |                      |
| 2001      | Love or Money                 | Ali                 |                      |
| 2001      | NCS: Manhunt                  | DC Johnny Khan      |                      |
| 2001      | Dalziel and Pascoe            | Ravi Ghataura       | 1 episodio           |
| 2002      | NCS: Manhunt                  | DC Johnny Khan      |                      |
| 2002      | Bend It Like Beckham          | Nairobi Grandson    |                      |
| 2002–05   | Holby City                    | Andy Fishman        |                      |
| 2003      | The Second Coming             | Peter Gupta         |                      |
| 2003      | Emmerdale                     | Bobby Khan          | 2 episodios          |
| 2003–04   | Grease Monkeys                | Dave Dhillon        | 20 episodios         |
| 2004      | The Deputy                    | Nickhall Gangwani   |                      |
| 2004      | The Secret of Year Six        | Abdul               |                      |
| 2004      | Bodies                        | Rajesh Rajah        |                      |
| 2005      | Ultimate Force                | Handsome            |                      |
| 2005      | Life Isn't All Ha Ha Hee Hee  | Deepak              |                      |
| 2005      | Cold Blood                    | Ajay Roychowdury    |                      |
| 2005–06   | Coronation Street             | Jayesh Parekh       |                      |
| 2006      | Bradford Riots                | Faisal              |                      |
| 2006      | Blue Murder                   | Saadiq Aziz         |                      |
| 2006      | Goldplated                    | Haq                 |                      |
| 2006–07   | Cold Blood 2                  | Ajay Roychowdury    |                      |
| 2006–07   | New Street Law                | Ash Aslan           | 10 episodios         |
| 2007      | Frankenstein                  | Dr. Dhillon         |                      |
| 2007      | Casualty                      | Andy Fishman        |                      |
| 2007–08   | Cold Blood                    | DC Ajay Roychowdury |                      |
| 2007–08   | Secret Diary of a Call Girl   | Ashok               | 3 episodios          |
| 2008      | Kiss of Death                 | Miles Trueman       |                      |
| 2008–11   | The Sarah Jane Adventures     | Haresh Chandra      | 24 episodios         |
| 2009      | Casualty                      | Rafiq               |                      |
| 2009      | New Tricks                    | Geeten Mistry       |                      |
| 2009      | Coming Up                     | Shahid              |                      |
| 2009      | The Fixer                     | Supari              |                      |
| 2009      | Spooks                        | Amish Mani          |                      |
| 2009      | Wish 143                      | Consultante         |                      |
| 2010      | My Lad                        | Aziz                |                      |
| 2010      | It's a Wonderful Afterlife    | Tej                 |                      |
| 2010      | Break Clause                  | Kadir               |                      |
| 2011      | The Shadow Line               | Comandante Khokar   | 4 episodios          |
| 2010–11   | EastEnders                    | Yusef Khan          | 94 episodios         |
| 2014      | Silent Witness                | Mousa Rashid        | 2 episodios          |
| 2018      | Bohemian Rhapsody             | Bomi Bulsara        | Personaje secundario |